# Vigolo Vattaro
Vigolo Vattaro (Vìgol in dialetto trentino, Vigl in cimbro) è una frazione di 2 289 abitanti del comune italiano dell'Altopiano della Vigolana, nella provincia autonoma di Trento, comune autonomo fino al 31 dicembre 2015.

## Geografia fisica
È situato sull'Altopiano della Vigolana, a pochi chilometri da Trento e dal lago di Caldonazzo.
La parte alta (736 m) è detta Sovich secondo la denominazione trentina.
L'estremo agglomerato nella valle è chiamato Mala ed era il luogo delle officine e dei mulini.
La parte bassa del paese (705 m) è detta Marzon ed è caratterizzata da edifici rustico-signorili.

## Storia

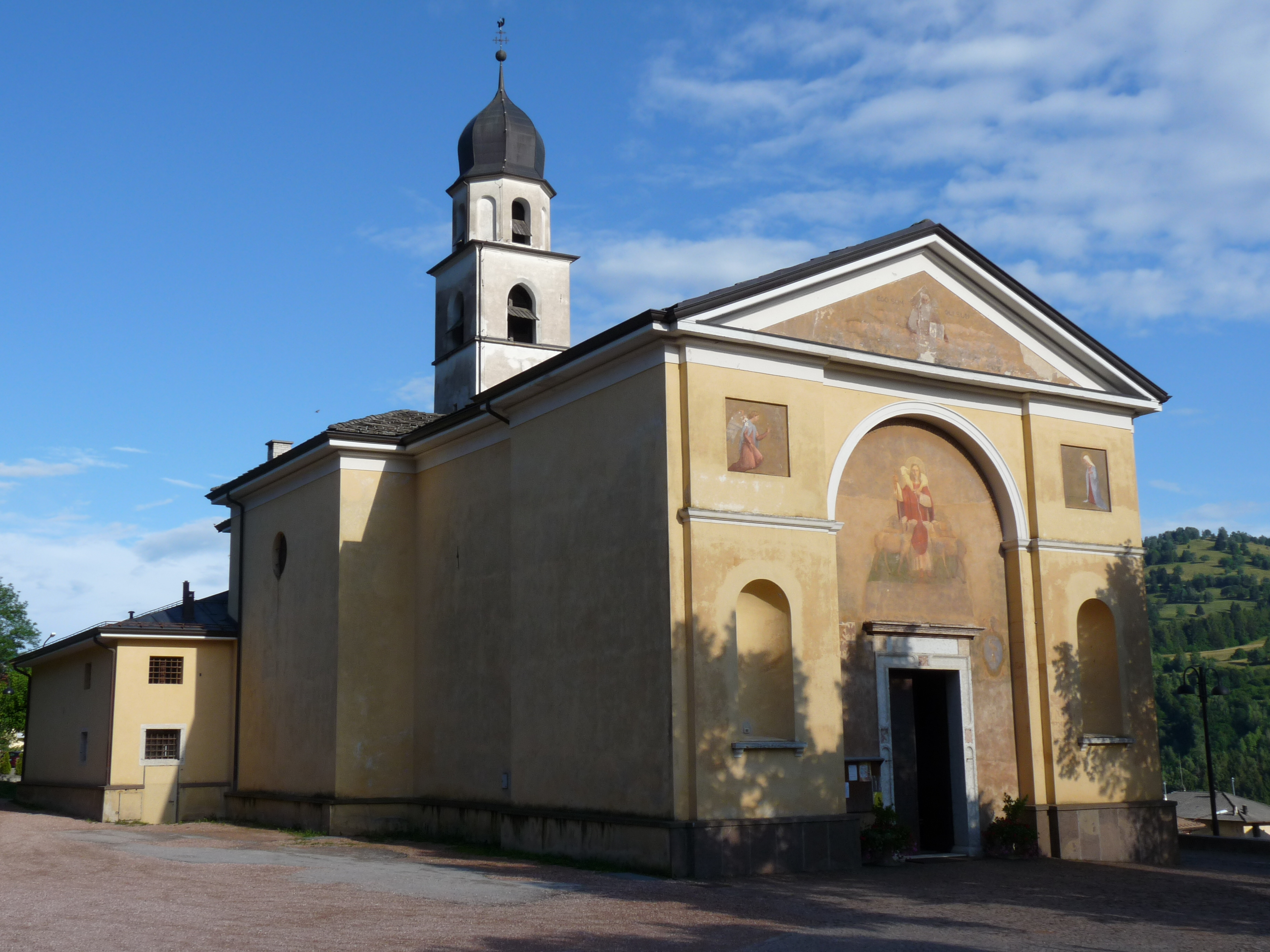
La chiesa di San Giorgio

Vigolo Vattaro è un insediamento umano antico, posto sulla strada romana che collega la Valsugana con la Valle dell'Adige.
Fu crocevia di importanti vie commerciali nel periodo caratterizzato dalla colonizzazione cimbra dell'area di Centa San Nicolò, Folgaria, Lavarone e Luserna ma non fu mai interessata da tale fenomeno.
Il termine Vattaro pare derivi dai termini longobardo Wahtari col significato di "vedetta", poi latinizzato in Vactarius.
Interessanti furono le scoperte archeologiche romane, tra cui una strada selciata.
Nel Medioevo Vigolo Vattaro era difeso dal Castello di Vigolo e dalla Torre di Mattarello, ma nonostante ciò il paese soffrì più volte per il passaggio di eserciti e subì il sacco dei rivoltosi trentini.
Durante l'offensiva del maggio 1916 il paese fu sede del comando d'armata austro-ungarico.

### Simboli
Stemma
Lo stemma era stato approvato con D.P.G.P. di Trento n. 4326 del 29 aprile 1988.
Gonfalone

## Monumenti e luoghi d'interesse

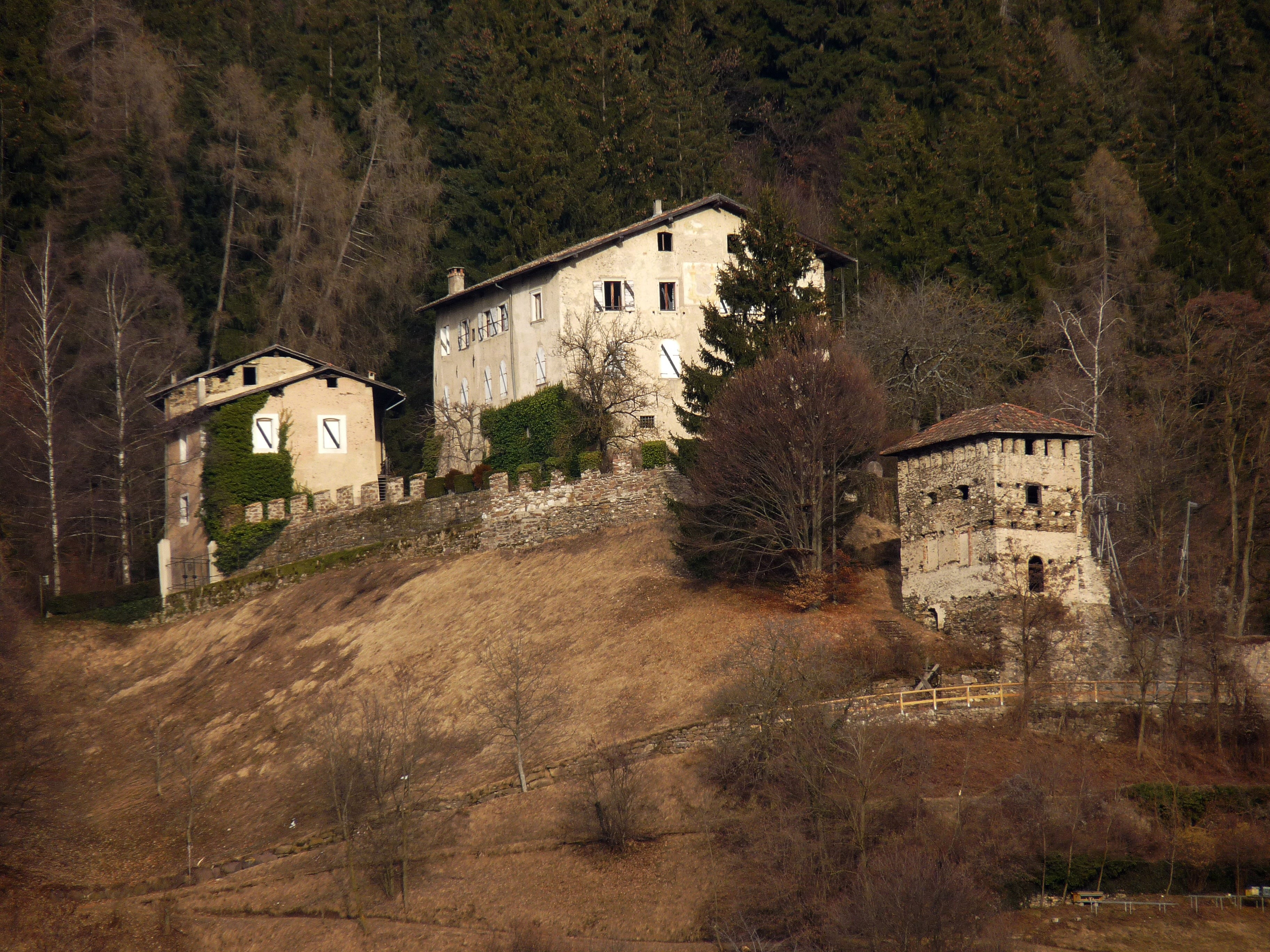
Castel Vigolo

Di particolare interesse è la chiesa di San Giorgio, caratterizzata dal bassorilievo paleocristiano raffigurante un albero d'ulivo con uccelli. Secondo alcuni studiosi quest'opera è anteriore al VII secolo. La chiesa è nominata per la prima volta nel XIII secolo. Tra il 1538 e il 1558 avvenne la ricostruzione della chiesa, testimoniata dall'attuale abside gotica con la volta a costoloni. Un'ulteriore modifica avvenne nel 1852 con l'ampliamento attraverso la creazione di una nuova navata a ritmo classico. L'altare maggiore marmoreo risale al 1750 e al suo fianco è murata un'epigrafe barocca con lo stemma dei Tabarelli de Fatis, signori del castello che avevano il diritto di patronato della chiesa.
Sulla sponda sinistra del torrente Rombonos si trova la chiesa del Redentore, sconsacrata nel 1885, mentre in centro al paese si trova l'antica chiesa di San Rocco all'Ospitale.
Di notevole interesse è anche Palazzo Malfatti, residenza estiva degli alti prelati durante il Concilio di Trento.

### Dintorni di Vigolo Vattaro
- Il castello di Vigolo ha perduto il suo carattere medievale a causa della ricostruzione seicentesca: dell'antica cinta muraria rimane solamente una torricella quadrangolare, mentre la struttura è adornata da bifore e monofore cinquecentesche. La struttura sorge in vetta alla panoramica collina e funge da guardia dell'antica strada che collega Vigolo a Bosentino. Fu espugnato e dato alle fiamme nel 1256 da Ezzelino III da Romano, ma fu presto ricostruito per la sua importanza. È stato recentemente restaurato.

- Il Bersaglio è una vasta zona boscosa e prativa che si estende ai piedi della Vigolana. Nel secondo dopoguerra sono sorte delle residenze.

## Società

### Evoluzione demografica
Abitanti censiti

## Economia

### Artigianato
Nel settore dell'artigianato è ancora diffusa e rinomata l'antica lavorazione del legno finalizzata alla realizzazione di mobili e arredamenti.

## Amministrazione

### Altre informazioni amministrative
La circoscrizione territoriale ha subito le seguenti modifiche: nel 1928 aggregazione di territori dei soppressi comuni di Bosentino e Vattaro. Nel 1947 distacco di territori per la ricostituzione dei comuni di Bosentino (Censimento 1936: pop. res. 620) e Vattaro (Censimento 1936: pop. res. 553).